# IC 4735
IC 4735 ist eine Spiralgalaxie vom Hubble-Typ Sc? im Sternbild Pfau am Südsternhimmel. Sie ist schätzungsweise 200 Millionen Lichtjahre von der Milchstraße entfernt.
Das Objekt wurde am 20. Juli 1901 von DeLisle Stewart entdeckt.